# フランシスコ・デ・バラハス
フランシスコ・デ・バラハス（Francisco de Barajas、生年不詳 - 1640年6月21日（寛永17年5月2日）?）は、江戸時代初期に来日したフランシスコ会のスペインの宣教師である。

## 経歴・人物
1619年（元和5年）に当時日本ではキリシタン追放令が発令されていた中で来日し、翌1620年（元和6年）に当時滞日していた同じフランシスコ会宣教師のディエゴ・デ・サン・フランシスコからの指示で仙台に渡る。その後はベルナルド・デ・サン・ホセ・オゾリオと共に同地で布教活動を行い、後に陸奥の津々浦々で布教活動に携わった。
後に仙台でオゾリオと共に捕縛され、1640年（寛永17年）に彼と共に火刑に処されたとされている。なお同年に同じく火刑に処されたフランシスコ孫右衛門と同一人物とされているが、現在では別人説とされており定かではない。